# Cricău
Cricău (in ungherese Boroskrakkó, in tedesco Krakau), è un comune della Romania di 2 175 abitanti, ubicato nel distretto di Alba, nella regione storica della Transilvania.
Il comune è formato dall'insieme di tre villaggi: Craiva, Cricău, Tibru.

## Storia
L'esistenza di Cricău è documentata fin dal 1206 ed appartenne al feudo di Piatra Craivii, località di cui rimangono tracce nel villaggio di Craiva. La località venne colonizzata dai Sassoni, che la abitarono fino all'invasione mongola del 1241.